# Jedničkové číslo
Jedničkové číslo (značeno {\displaystyle R_{n}} podle anglického názvu repunit, tedy kombinační zkratka repeated unit, opakovaná cifra) je číslo, jehož zápis v desítkové soustavě je složen jen z opakování číslice 1. Jedná se tedy o čísla
- {\displaystyle R_{1}=1}
- {\displaystyle R_{2}=11}
- {\displaystyle R_{3}=111}

Obecněji je možné definovat jedničková čísla i pro zápis v pozičních soustavách o jiném základě.

## Definice
Formálně lze posloupnost čísel jedničkových v desítkové soustavě definovat
{\displaystyle R_{n}={10^{n}-1 \over 9},\ {\mbox{při }}n\in \mathbb {N} ^{\operatorname {+} }}
Zobecněně pro poziční soustavu o základu {\displaystyle b} má definice podobu:
{\displaystyle R_{n}^{(b)}={b^{n}-1 \over {b-1}}\qquad {\mbox{při }}n\in \mathbb {N} ^{\operatorname {+} }.}

## Příklady
- Jedničková čísla v dvojkové soustavě jsou Mersennova čísla.